# Río Irawadi
El río Irawadi o río Ayeyarwadi  es un río que atraviesa Birmania y Yunnan, China. Es el más largo de Birmania (cerca de 2170 km de largo) y su más importante vía fluvial comercial, con una cuenca hidrográfica cercana a los 411 000 km². 
El río Irawadi nace en la confluencia de los ríos Mali Hka y N'Mai Hka, en el Estado Kachin. En su curso, el río atraviesa el país de norte a sur, desembocando en nueve deltas en el mar de Andamán (océano Índico). En tiempos coloniales, antes de los ferrocarriles y automóviles, el Irawadi era conocido como el "camino a Mandalay". Aunque es navegable en una distancia de más de 1600 km camino del mar, del río emergen varias islas y bancos de arena, que dificultan la navegación. Durante muchos años la única vía para atravesar el río era el puente de Inwa.
El nombre "Irawadi" se cree que es una derivación del término sánscrito "airavati", que significa río elefante.
Sus principales afluentes son los ríos Taping, Shweli, Myitnge, Mu (250 km) y, el más importante de todos, el río Chindwin (1.207 km).
Sobre este río, en el centro de Magway, supuestamente se estaría construyendo un reactor nuclear con la ayuda de Rusia y Corea del Norte.
En este río se encuentra la isla de Aingdaing.

## Fisiografía
El río Irawadi atraviesa Birmania (Myanmar) de norte a sur y desemboca en el océano Índico a través del Delta del Irawadi de nueve brazos.

### Desfiladeros
Entre Myitkyina y Mandalay, el Irawadi fluye a través de tres desfiladeros bien marcados:
- Aproximadamente 65 kilómetros (40,4 mi) aguas abajo de Myitkyinā se encuentra el primer desfiladero.
- Por debajo de Bhamo, el río da un giro brusco hacia el oeste, abandonando la cuenca aluvial de Bhamo para atravesar las rocas calizas del segundo desfiladero. Este desfiladero tiene una anchura de unos 90 m en su parte más estrecha y está flanqueado por acantilados verticales de unos 60 a 90 m de altura.
- Alrededor de 100 km al norte de Mandalay, en Mogok, el río entra en el tercer desfiladero. Entre Katha y Mandalay, el curso del río es notablemente recto, fluyendo casi hacia el sur, excepto cerca de Kabwet,[7] donde una lámina de lava ha hecho que el río se doble bruscamente hacia el oeste.

Esta lámina de lava es la Meseta de Singu, un campo volcánico del Holoceno. Este campo se compone de magma procedente de los respiraderos de las fisuras y cubre un área de unos 62 km². La meseta también se conoce como Letha Taung.
Al salir de esta meseta en Kyaukmyaung, el río sigue un curso amplio y abierto a través de la zona seca central - el antiguo corazón cultural - donde grandes áreas consisten en llanuras aluvial. A partir de Mandalay (antigua capital del reino de Myanmar), el río realiza un brusco giro hacia el oeste antes de curvarse hacia el suroeste para unirse con el río Chindwin, tras lo cual continúa en dirección suroeste. Es probable que el alto Irawadi fluyera originalmente hacia el sur desde Mandalay, descargando sus aguas a través del actual río Sittaung hasta el golfo de Martaban, y que su actual curso hacia el oeste sea geológicamente reciente. Por debajo de su confluencia con el Chindwin, el Irawadi continúa serpenteando a través de la ciudad petrolera de Yenangyaung, por debajo de la cual fluye generalmente hacia el sur. En su curso inferior, entre Minbu y Pyay, fluye a través de un estrecho valle entre cadenas montañosas cubiertas de bosques: la cresta de los montes Arakan Cordillera de Rakhine al oeste y las montañas Pegu Yoma al este.

### El Delta del rio Irawadi
El delta del rio Irawadi comienza aproximadamente a 93 km por encima de Hinthada (Henzada) y a unos 290 km de su base curva, que da al Mar de Andamán. El distribuidor más occidental del delta es el río Pathein (Bassein), mientras que el más oriental es el río Yangon, en cuya orilla izquierda se encuentra la antigua capital de Myanmar, Yangon (Rangún). Porque el río Yangon es sólo un canal menor, el flujo de agua es insuficiente para evitar que Puerto de Yangon se sature, y es necesario el dragado. El relieve del paisaje del delta es bajo pero no plano. Los suelos están formados por limo fino, que se repone continuamente por el aluvión fértil que arrastra el río. Como resultado de las fuertes precipitaciones, que varían de 2000 a 3000 mm al año en el delta, y el movimiento y la carga de sedimentos del río, la superficie del delta se extiende hacia el mar de Andamán a un ritmo de unos 50 metros (54,7 yd) por año.

### Hidrografía
Debido a las lluvias monzónicas, que se producen entre mediados de mayo y mediados de octubre, el caudal del Irawadi y sus afluentes varía mucho a lo largo del año. En verano, el deshielo y los glaciares del norte de Birmania se suman al volumen. El caudal medio cerca de la cabecera del delta oscila entre un máximo de 32 600 metros cúbicos (8 612 008,4 galAm) y un mínimo de 2300 metros cúbicos (607 595,7 galAm) por segundo. El caudal puede alcanzar los 40.393 metros cúbicos por segundo en la temporada de lluvias. A lo largo de un año, el caudal medio es de 15112m³/s. Más al norte, en Sagaing, el  hidrograma muestra una disminución del 38% en la descarga en comparación con el lugar donde el río entra en el delta. también sedimentó alrededor de 278 toneladas de arena cada año.
La variación entre el nivel de agua alto y bajo también es grande. En Mandalay y Prome, se ha medido un rango de 9,66  a 11,37 m entre el nivel de aguas bajas y el de inundación, respectivamente. Debido al carácter monzónico de las lluvias, el punto más alto se registra en agosto y el más bajo en febrero.
Esta variación en el nivel del agua hace que los puertos a lo largo del río tengan puertos de desembarco separados para la bajamar y la pleamar. Aun así, los niveles bajos de agua han causado problemas en los puertos a lo largo del río, ya que en los sectores Bamaw-Mandalay-Pyay, el punto más bajo es de hasta 60 cm.

### Descarga de sedimentos al mar
En conjunto, los ríos modernos Ayeyarwady (Irawadi) y Thanlwin (Salween) aportan más de 600 millones de toneladas anuales de sedimentos al mar. El estudio más reciente muestra que: 
1. Hay poco sedimento moderno que se acumula en la plataforma inmediatamente frente a las bocas del río Ayeyarwady. Por el contrario, una importante cuña de lodo con un depocentro distal, de hasta 60 m de espesor, se ha depositado hacia el mar en el Golfo de Martaban, extendiéndose hasta ~130 m de profundidad en la Depresión de Martaban. Además,
2. No hay pruebas que demuestren que se hayan acumulado sedimentos modernos o que se hayan transportado al Cañón de Martaban;
3. Hay una cortina/manta de lodo que envuelve la estrecha plataforma occidental de Myanmar en el este del Golfo de Bengala. El espesor del depósito de lodo es de hasta 20 m cerca de la costa y se adelgaza gradualmente hacia el talud a -300 m de profundidad, y probablemente se escapa hacia la profunda Fosa de Andamán;
4. La cantidad total estimada de sedimentos del Holoceno depositados en alta mar es de ~1290 × 109 toneladas. Si suponemos que esto se ha acumulado principalmente desde el punto álgido del Holoceno medio (~6000 años BP), al igual que en otros deltas importantes, el flujo deposicional medio anual histórico en la plataforma sería de 215 Mt/año, lo que equivale a ~35% de los sedimentos derivados de los ríos modernos Ayeyarwady-Thanlwin;
5. A diferencia de otros grandes sistemas fluviales de Asia, como el Yangtzé y el Mekong, este estudio indica un patrón de transporte y deposición bidireccional controlado por las corrientes locales que están influenciadas por las mareas, y los vientos y olas monzónicas que varían estacionalmente.

## Nombres
El nombre "Irrawaddy" (Irawadi) se deriva del idioma Pali. Irāvatī o Airāvatī (Erāvatī en pali) es el nombre del monte elefante de Sakka e Indra en el hinduismo. Saka es un deva importante en el budismo y los elefantes eran a menudo un símbolo del agua y se utilizaban como nombre de varios otros ríos, como el Achiravati. También puede basarse en Iravati, quien dio a luz al elefante mitológico. El Iraawaddi da su nombre al delfín del Irrawaddy (Orcaella brevirostris), que se encuentra en el tramo inferior del río y es conocido por ayudar a los pescadores que practican la pesca con atarraya. Aunque se le llama delfín del Irrawaddy, también se ha encontrado en la bahía de Bengala y el océano Índico.
Durante la Era de los Descubrimientos, el Irawadi también era conocido por los exploradores europeos como Pegu como el río principal del Reino de Hanthawaddy, conocido a su vez como Pegu por su capital, ahora romanizada como Bago. El moderno río Pegu o Bago es un río independiente, afluente del Yangon.
En honor al poema de Rudyard Kipling, a veces se hace referencia al río como "El camino a Mandalay".